# Stazione di Cremosina
La stazione di Cremosina era una stazione ferroviaria della linea Gozzano-Alzo.

## Storia
La stazione  venne attivata nel 1886 con l’attivazione della linea Gozzano-Alzo.
Nel 1924 venne dismessa a causa della chiusura della linea. Negli anni seguenti il fabbricato viaggiatori venne demolito e i binari rimossi.

## Strutture e impianti
La gestione degli impianti era affidata all'avvocato Luigi Razzetti.
La stazione disponeva di un fabbricato viaggiatori di piccole dimensioni sviluppato su due piani, dipinto a righe orizzontali bianche e rosse, secondo lo stile comune ai fabbricati della linea.
La stazione aveva due binari serviti da due banchine in terra battuta usata per l'imbarco dei viaggiatori.

## Movimento
Il servizio viaggiatori era effettuato dalla Società ferroviaria Cusiana per trasporti e costruzioni.